# Racketlon
A racketlon a négy legnépszerűbb ütős sport, az asztalitenisz, a tollaslabda, a fallabda és a tenisz kombinációja.

## Története
A sportág Finnországból és Svédországból származik az 1980-as évekből, az első hivatalos racketlon-világbajnokságot 2001 novemberében rendezték meg. A sportág a hivatásos játékosok száma alapján növekedő sportágnak számít.
A játék szabályai szerint a versenyzőknek a négy alapsportág mindegyikében 21 pontos játszmákat kell lejátszania. A játszmák sorrendjét a könnyebb ütőtől a nehezebbig határozták meg, vagyis asztalitenisz, tollaslabda, fallabda (squash) és tenisz követik egymást. A győztes az, aki összesítve több pontot szerez a játszmák során, így a fallabdát vagy a teniszt sok esetben már nem is kell elkezdeni vagy befejezni a megszerzett behozhatatlan pontelőny miatt.
Az eddigi legsikeresebb férfi egyéni játékos a dán Jesper Ratzer (6 arany, 1 ezüst, 2 bronz), a nők közül pedig a svéd Lilian Druve (3 arany, 2 ezüst) a világbajnokságok elit (A) kategóriája alapján.

## Racketlon Magyarországon
A Hungarian Open 2006-2014 között került megrendezésre az alábbi helyszíneken:
- 2006 – Győr, Marcal Teniszcentrum
- 2007 – Győr, Marcal Teniszcentrum
- 2008 – Budapest, Római Teniszakadémia
- 2009 – Pécs, Hotel Makár
- 2010 – Budapest, Marczibányi téri Sportközpont
- 2011 – Győr, Marcal Teniszcentrum
- 2012 – Pécs, Hotel Makár
- 2013 – Budapest, Marczibányi téri Sportközpont
- 2014 – Győr, Marcal Teniszcentrum

A Magyar Bajnokságoknak 2006-2010 között Győr (Marcal Teniszcentrum) és 2014-ben Szigetszentmiklós (Oasis Wellness Park) adott otthont.
A 2001-2025 között megrendezett racketlon-világbajnokságok egyéni, páros és csapat versenyszámok magyar helyezettjei az elit (A) és korosztályos kategóriákban: 
|                           | Összesen | Összesen | Összesen | Egyéni + páros | Egyéni + páros | Egyéni + páros | Csapat | Csapat | Csapat |
| Név                       | Arany    | Ezüst    | Bronz    | Arany          | Ezüst          | Bronz          | Arany  | Ezüst  | Bronz  |
| ------------------------- | -------- | -------- | -------- | -------------- | -------------- | -------------- | ------ | ------ | ------ |
| Sákovics Péter            | 20       | 14       | 5        | 16             | 11             | 4              | 4      | 3      | 1      |
| Nándori Levente           | 8        | 3        | 1        | 6              | 3              | 1              | 2      | 0      | 0      |
| Károlyi Tibor             | 4        | 8        | 1        | 2              | 5              | 0              | 2      | 3      | 1      |
| Matécsa Zoltán            | 3        | 2        | 0        | 0              | 1              | 0              | 3      | 1      | 0      |
| Janzer György             | 3        | 0        | 2        | 1              | 0              | 2              | 2      | 0      | 0      |
| Markó Tamás               | 2        | 2        | 0        | 1              | 0              | 0              | 1      | 2      | 0      |
| Francia Botond            | 1        | 4        | 2        | 1              | 3              | 1              | 0      | 1      | 1      |
| Pásti Mihály              | 1        | 2        | 1        | 0              | 0              | 1              | 1      | 2      | 0      |
| Sági István               | 1        | 2        | 1        | 0              | 2              | 0              | 1      | 0      | 1      |
| Vaida Florin              | 1        | 2        | 0        | 0              | 0              | 0              | 1      | 2      | 0      |
| Francia Balázs            | 1        | 1        | 2        | 1              | 1              | 2              | 0      | 0      | 0      |
| Czingráber Zoltán         | 1        | 0        | 0        | 1              | 0              | 0              | 0      | 0      | 0      |
| László Levente            | 1        | 0        | 0        | 1              | 0              | 0              | 0      | 0      | 0      |
| Nagyiványi György         | 1        | 0        | 0        | 0              | 0              | 0              | 1      | 0      | 0      |
| Soós István               | 1        | 0        | 0        | 0              | 0              | 0              | 1      | 0      | 0      |
| Barta-Boncz Nóra          | 0        | 5        | 2        | 0              | 5              | 2              | 0      | 0      | 0      |
| Szalay Balázs             | 0        | 1        | 2        | 0              | 0              | 1              | 0      | 1      | 1      |
| Szalay Tamás              | 0        | 1        | 2        | 0              | 0              | 1              | 0      | 1      | 1      |
| Hrabina Éva               | 0        | 1        | 1        | 0              | 1              | 1              | 0      | 0      | 0      |
| Palotainé Pozsár Marianna | 0        | 1        | 1        | 0              | 1              | 1              | 0      | 0      | 0      |
| Tróznai Zsófia            | 0        | 1        | 1        | 0              | 1              | 1              | 0      | 0      | 0      |
| Albert Zoltán             | 0        | 1        | 0        | 0              | 0              | 0              | 0      | 1      | 0      |
| Molnár Csongor            | 0        | 1        | 0        | 0              | 0              | 0              | 0      | 1      | 0      |
| Olláry Róbert             | 0        | 1        | 0        | 0              | 0              | 0              | 0      | 1      | 0      |
| Burcsi Péter              | 0        | 0        | 1        | 0              | 0              | 1              | 0      | 0      | 0      |
| Horváth Rita              | 0        | 0        | 1        | 0              | 0              | 1              | 0      | 0      | 0      |

Az érmes magyar csapatok tagjai:
- 2010. 45+ 2. hely: Károlyi Tibor, Markó Tamás, Németh István, Sákovics Péter, Vaida Florin
- 2011. 45+ 2. hely: Albert Zoltán, Károlyi Tibor, Markó Tamás, Olláry Róbert, Pásti Mihály, Sákovics Péter
- 2014. 45+ 1. hely: Nagyiványi György, Pásti Mihály, Sákovics Péter, Vaida Florin
- 2016. J16 3. hely: Francia Botond, Szalay Balázs, Szalay Tamás
- 2016. 55+ 2. hely: Károlyi Tibor, Pásti Mihály, Sákovics Péter, Vaida Florin
- 2018. J16 2. hely: Francia Botond, Molnár Csongor, Szalay Balázs, Szalay Tamás
- 2019. 55+ 1. hely: Károlyi Tibor, Markó Tamás, Matécsa Zoltán, Soós István, Sákovics Péter
- 2023. 55+ 3. hely: Károlyi Tibor, Matécsa Zoltán, Sági István, Sákovics Péter
- 2024. 55+ 1. hely: Janzer György, Matécsa Zoltán, Nándori Levente, Sági István, Sákovics Péter
- 2025. 55+ 1. hely: Károlyi Tibor, Janzer György, Matécsa Zoltán, Nándori Levente, Sákovics Péter

A 2001-2025 között megrendezett racketlon-világbajnokságok egyéni és páros versenyszámok magyar helyezettjei az egyéb kategóriákban:
| Név              | Arany | Ezüst | Bronz | Év és kategória                                           |
| ---------------- | ----- | ----- | ----- | --------------------------------------------------------- |
| Sákovics Virág   | 1     | 0     | 3     | 2024. egyéni B / - / 2021., 2022. egyéni B, 2025. páros B |
| Francia Balázs   | 1     | 0     | 1     | 2012. páros B / - / 2025. páros B                         |
| Francia Botond   | 1     | 0     | 1     | 2025. egyéni B / - / 2025. páros B                        |
| Sági István      | 1     | 0     | 1     | 2023. páros D / - / 2025. páros D                         |
| Albert Zoltán    | 1     | 0     | 0     | 2023. páros D / - / -                                     |
| Burcsi Péter     | 1     | 0     | 0     | 2024. egyéni D / - / -                                    |
| Hrabina Éva      | 1     | 0     | 0     | 2005. egyéni B / - / -                                    |
| Kiss Kevin       | 1     | 0     | 0     | 2025. egyéni újonc / - / -                                |
| Rohács Attila    | 1     | 0     | 0     | 2012. páros B / - / -                                     |
| Sebesi Patrik    | 1     | 0     | 0     | 2022. egyéni E / - / -                                    |
| Szalay Zsolt     | 1     | 0     | 0     | 2006. egyéni C / - / -                                    |
| Fonyódi Tamás    | 0     | 1     | 0     | - / 2023. egyéni E / -                                    |
| Konfár Tamás     | 0     | 1     | 0     | - / 2025. egyéni újonc / -                                |
| Barta-Boncz Nóra | 0     | 0     | 2     | - / - / 2024. egyéni C, 2025. páros B                     |
| Sákovics Péter   | 0     | 0     | 2     | - / - / 2008. egyéni C, 2021. páros C                     |
| Matécsa Zoltán   | 0     | 0     | 1     | - / - / 2021. páros C                                     |
| Németh Ágnes     | 0     | 0     | 1     | - / - / 2011. egyéni B                                    |

Megjegyzés: a táblázat nem teljes.